# Signore e signori (Bennett)
Signore e signori (Talking Heads) è una raccolta di monologhi scritti nel 1988 per la BBC dal drammaturgo britannico Alan Bennett. Il titolo italiano è quello della prima traduzione dell'opera, curata da Adelphi nel 2004.

## Produzione
Signore e signori corrisponde alla prima stagione di Talking Heads, che debuttò sulla BBC nel 1988; una seconda serie, More talking heads, fu prodotta nel 1991, e in Italia è stata pubblicata nel 2016, sempre da Adelphi, nel volume Il gioco del panino. Il cast dello show vedeva, tra gli altri, Maggie Smith, Julie Walters, David Haig e lo stesso Bennett. Nel 2020 fu prodotta una serie remake, con il rifacimento di dieci episodi tratti da entrambe le serie e l'aggiunta di due nuovi episodi, An ordinary woman e The Shrine. Anche questi due monologhi sono stati pubblicati da Adelphi nel 2022.
Signore e signori ha fatto il suo debutto nel West End londinese nel 1991, per poi essere riproposto nell'Off Broadway di New York nel 2001.. In occasione dell'allestimento, Bennett aggiunse un settimo monologo, A woman of no importance (Una donna come tante), scritto in realtà nel 1982 come commedia autonoma. Nelle successive pubblicazioni, esso fu inserito come parte del canone.
In Italia i monologhi vengono spesso rappresentati singolarmente. Notevoli le interpretazioni di Anna Marchesini, che nei suoi spettacoli Parlano da sole (1998) e Una patatina nello zucchero (1999) mise in scena Un letto tra le lenticchie, Una patatina nello zucchero (che dà anche il titolo allo spettacolo) e La sua grande occasione, tradotto come L'occasione d'oro.

## I Monologhi
Il titolo originale dell'opera Talking Heads, traducibile come "teste parlanti", evidenzia il fatto che nella produzione originale della BBC l'artista che enunciava il monologo veniva inquadrato a mezzo busto, e si limitava a raccontare la storia senza ricorrere a luci, scenografie e costumi. Sebbene nella maggior parte dei casi il copione preveda esclusivamente un solista in scena, in un paio di monologhi sono presenti battute in discorso diretto di altri comprimari, che in genere vengono affidate alla stessa voce recitante: questo accade, ad esempio, in A chip in the sugar, dove l'attore che interpreta Graham recita anche le battute di Vera.
In sei dei monologhi le protagoniste e voci narranti sono donne, in un solo racconto il protagonista è un uomo. Le trame sono brevi, drammatiche, ironiche ed esprimono una realtà quotidiana apparentemente insignificante, accentuata dalla sceneggiatura minimale: col prosieguo della storia, tuttavia, si assiste a continui rovesciamenti delle premesse iniziali, accentuati anche dal fatto che la prospettiva dei narratori è faziosa e in contrasto con quanto il lettore riesce a intuire. Temi ricorrenti sono la morte, la malattia, il senso di colpa e l'isolamento.
I monologhi si ambientano per lo più a Leeds, anche se Bennett ha sottolineato che non si tratta della "vera" Leeds, ma una versione alternativa che esiste nella sua testa, formata da ricordi e posti che nella realtà non sono mai esistiti o non esistono più.

### Trama
- Una donna come tante

Peggy Schofield si autodefinisce "impiegata modello" e crede di essere il punto di riferimento per tutti i suoi colleghi. Improvvisamente la sua salute peggiora fino a richiedere un ricovero in ospedale: durante la degenza Peggy tenta di ricostruire la sua routine lavorativa, trattando medici e infermieri come se fossero suoi dipendenti. Viene presto rivelato da alcuni indizi che la donna era tutt'altro che apprezzata dai suoi colleghi, i quali odiavano il suo essere ossessivamente severa e autoritaria; questo aveva spinto il suo capo a licenziarla, cosa che ha causato il suo tracollo. La malattia peggiora rapidamente, e sebbene tutti intorno a lei sappiano che non le resta molto da vivere, Peggy continua a essere convinta del contrario.
- Una patatina nello zucchero

Graham Whittaker è un uomo di mezza età, affetto da una cronica depressione, che vive con l'anziana, dispotica madre Vera; i due hanno un rapporto di interdipendenza, fatto di piccoli litigi e noiose abitudini. Tutto cambia quando Vera incontra Frank, un suo fascinoso coetaneo, che comincia a corteggiarla scatenando la gelosia di Graham. Frank finisce addirittura per chiedere a Vera di sposarlo, suggerendole di lasciare Graham al proprio destino; questi scopre però che Frank è sposato con una donna invalida, e per sfuggire alla tristezza del suo matrimonio si concede spesso avventure con altre signore: Vera non è l'unica ad aver ricevuto una proposta di matrimonio. Graham, trionfante, corre a spifferare la verità a sua madre, che però sfoga su di lui tutta la propria disperazione: nel drammatico litigio che ne consegue, Vera gli rivela di aver sempre saputo dell'omosessualità che lui si ostina a reprimere, arrivando a definirlo anormale. Il giorno dopo, tuttavia, Vera sembra aver dimenticato la faccenda, e i due ritornano alla loro ipocrita normalità.
- Un letto fra le lenticchie

Susan, la moglie di un vicario anglicano alcolizzata e depressa, odia il suo vanesio marito e tutta la sua comunità parrocchiale, ipocrita e perbenista. La svolta arriva quando la donna si concede una relazione extraconiugale col droghiere indiano Ramesh, che la porta a uscire dalla sua prosternazione psicologica e a riprendersi rapidamente. Il vicario crede che la sua guarigione sia dovuta esclusivamente alla preghiera e al suo supporto; solo Susan saprà la verità, e si scoprirà ancora più forte nell'apprendere del matrimonio di Ramesh.
- Una donna di lettere

Irene Ruddock è una donna single della classe operaia che vive vicino a Bradford e non ha paura di dire quello che pensa: scrive lettere indirizzate al pubblico ministero, alla polizia, al farmacista e a chiunque ella creda affetto da "male sociale"; in realtà, quelli che lei crede amorevoli suggerimenti vengono presi come insulti da tutti i suoi corrispondenti. Dopo una serie di denunce, Irene viene mandata in prigione, dove per la prima volta nella sua vita si sente libera e felice, attorniata da gente in grado di rimediare davvero ai "mali sociali".
- La sua grande occasione

Lesley è un'aspirante attrice ingenua e svaporata, che dopo infruttuosi tentativi di lanciare la sua carriera crede di aver trovato la sua grande occasione grazie all'ambiguo regista Gunther, che le ha proposto il ruolo di Travis, disinibita protagonista di un film destinato al mercato della Germania Ovest. In realtà è piuttosto chiaro che quello girato sia un film pornografico di bassissima qualità, e che pur di ottenere la parte Lesley abbia dovuto cedere alle avances sessuali di Gunther; tuttavia, troppo entusiasta per accorgersene, l'attrice crede di aver offerto la performance migliore della sua carriera, e si ostina ad attendere invano di essere contattata da registi e produttori di grido.
- In trincea

Muriel Carpenter si crede una donna forte: pilastro della comunità, gran benefattrice e volontaria nelle mense dei poveri, si prende cura di sua figlia Margaret, affetta da problemi psichici, rafforzando questa convinzione. Quando suo marito Ralph muore, Muriel si dimostra forte come ci si aspetta da lei; tuttavia, data l'inettitudine (o la disonestà) di suo figlio Giles, tutto il patrimonio lasciatole in eredità viene prontamente dissipato. Intanto Margaret migliora rapidamente, lasciando intendere che il suo disturbo fosse dovuto agli abusi sessuali di suo padre; abbandonata da entrambi i figli, Muriel si trova improvvisamente sul lastrico e deve ricorrere alle stesse cure che ella prestava ai poveri. Tuttavia continua a non perdersi d'animo, e scopre di potersi adattare a qualsiasi evento nefasto.
- Una fetta biscottata sotto il divano

Doris è una vedova di settantacinque anni, ossessivamente precisa e ordinata. La donna ha una brutta caduta e non riesce ad alzarsi, forse per via di una frattura, e si lamenta delle pulizie effettuate dalla sua governante Zulema; dai suoi discorsi diventa presto evidente che il suo costante assillo potrebbe essere stato il vero motivo della morte prematura del marito. Sola e ferita, concepisce un pensiero che la terrorizza: l'unico posto che le rimane nella società, ormai, è un ospizio. Per questo motivo, quando un poliziotto viene a sincerarsi delle sue condizioni, lo manda via dicendo di star bene. Viene lasciato intendere che di lì a poco Doris morirà, ma almeno non andrà incontro a un destino da lei stessa ritenuto terribile.